# Sammalsaari (klippor)
Sammalsaari är öar i Finland. De ligger i Finska viken och i kommunerna Kotka och Pyttis i landskapet Kymmenedalen, i den södra delen av landet. Öarna ligger nära Kotka och omkring 110 kilometer öster om Helsingfors.
Arean för den av öarna koordinaterna pekar på är 2,2 hektar och dess största längd är 240 meter i sydöst-nordvästlig riktning. Närmaste större samhälle är Kotka, 5,8 km nordost om Sammalsaari.